# مجلس شيوخ كمبوديا
مجلس شيوخ كمبوديا (بالإنجليزية: Senate of Cambodia)‏ هو الهيئة التشريعية في كمبوديا، ويتكون من 61 مقعداً، وهو المجلس الأعلى في برلمان كمبوديا.

## طالع أيضًا
- برلمان كمبوديا